# نناد نیکولیچ
نناد نیکولیچ (انگلیسی: Nenad Nikolić؛ زادهٔ ۷ ژانویهٔ ۱۹۵۹) یک بازیکن بازنشسته فوتبال اهل کرواسی است.

وی در دوران مربی‌گری خود، در سه مقطع زمانی سرمربی باشگاه فوتبال فولاد خوزستان بوده است. او همچنین در سال ۲۰۰۸ سرمربی تیم ملی فوتبال امید ایران بوده است.